# 나마 (알제리)

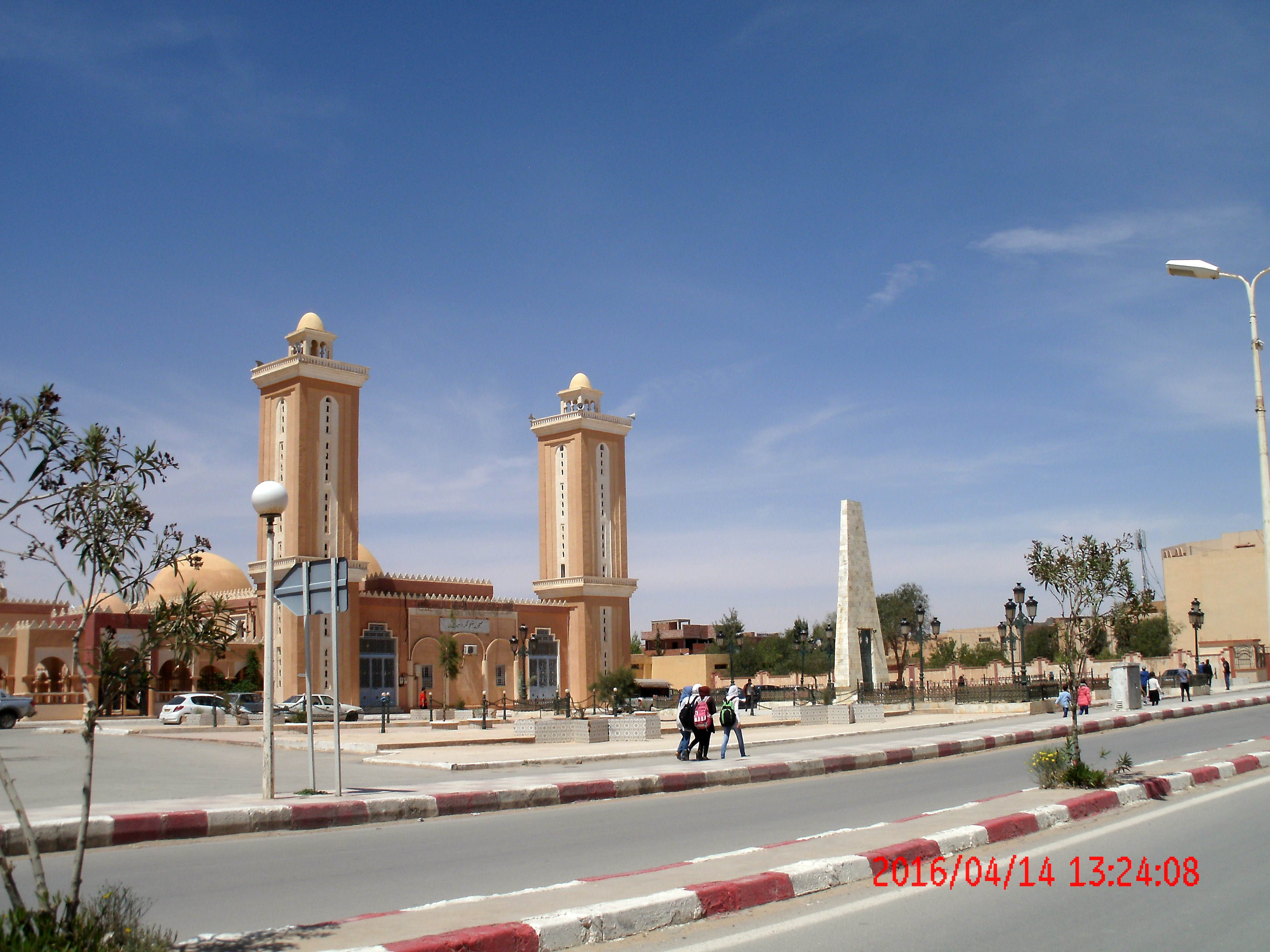

나마(아랍어: النعامة, 프랑스어: Naâma)는 알제리의 도시로 나마 주의 주도이며 높이는 1,176m, 인구는 8,256명(1998년 기준)이다.